# Antonio Pedroza
Antonio Michael „Rooney” Pedroza Whitham (ur. 20 lutego 1991 w Chester) – meksykański piłkarz pochodzenia angielskiego występujący na pozycji napastnika.

## Kariera klubowa
Pedroza, syn Meksykanina i Angielki, przyszedł na świat w angielskim Chester, jednak w wieku dwóch lat przeprowadził się z rodzicami do meksykańskiego miasta Miguel Auza w stanie Zacatecas, gdzie spędził całe swoje dzieciństwo. Jako trzynastolatek rozpoczął treningi w akademii piłkarskiej Centro de Sinergia Futbolística (Cesifut) z Ciudad Lerdo. W ciągu kolejnych kilku lat przebywał również na testach w kilku klubach angielskich; Chelsea, Arsenalu i Liverpoolu, a także w hiszpańskim Atlético Madryt, jednak nie znalazł zatrudnienia w żadnym z nich. Pierwszy profesjonalny kontrakt podpisał w 2007 roku z ekipą Jaguares de Chiapas z siedzibą w mieście Tuxtla Gutiérrez, gdzie od razu został włączony przez szkoleniowca René Isidoro Garcíę do pierwszej drużyny i mając zaledwie szesnaście lat zadebiutował w meksykańskiej Primera División, 3 listopada 2007 w przegranym 0:2 spotkaniu z Pachucą. Mimo iż w barwach Jaguares nie zdobył żadnego gola w lidze, to uwagę zagranicznych drużyn przykuły jego udane występy w turnieju Copa Libertadores, kiedy to stworzył duet napastników z Jacksonem Martínezem i zdobył trzy gole w sześciu spotkaniach, zaś jego zespół odpadł z rozgrywek w ćwierćfinale.
Latem 2011 zatrudnieniem Pedrozy, za sprawą podobnego stylu gry nazywanego w ojczyźnie „meksykańskim Rooneyem”, było zainteresowanych kilka klubów europejskich; był bardzo bliski przejścia do Tottenhamu, jednak ostatecznie we wrześniu 2011 podpisał trzyletni kontrakt z angielskim drugoligowcem Crystal Palace FC. Tam nie potrafił sobie wywalczyć miejsca w pierwszym składzie i rozegrał jedynie cztery ligowe mecze po upływie roku powrócił do ojczyzny, na zasadzie wypożyczenia zasilając klub Monarcas Morelia. W barwach tej drużyny strzelił swojego premierowego gola w najwyższej klasie rozgrywkowej, 3 sierpnia 2012 w zremisowanej 3:3 konfrontacji z San Luis, a ogółem w Morelii grał przez rok i bez większych sukcesów, pełniąc wyłącznie rolę rezerwowego. W późniejszym czasie został zawodnikiem meksykańskiego drugoligowca Cruz Azul Hidalgo, pełniącego funkcję rezerw pierwszoligowego Cruz Azul ze stołecznego miasta Meksyk, którego barwy również reprezentował przez rok, nie odnosząc żadnych osiągnięć.
W lipcu 2014 Pedroza został wypożyczony na pół roku do kostarykańskiego zespołu CS Herediano z siedzibą w Heredii, w kostarykańskiej Primera División debiutując 24 sierpnia 2014 w przegranym 1:2 meczu z Pérez Zeledón. Pierwszego gola w tej drużynie strzelił 22 września tego samego roku w wygranym 5:1 ligowym pojedynku z Puma Generaleña, a w jesiennym sezonie Invierno 2014 zdobył z Herediano tytuł wicemistrza kraju, mimo regularnych występów będąc jednak niemal wyłącznie rezerwowym. Bezpośrednio po tym powrócił do ojczyzny, gdzie został przeniesiony do pierwszego zespołu Cruz Azul.
| Sezon     | Klub                | Kraj      | Rozgrywki        | Mecze | Bramki |
| --------- | ------------------- | --------- | ---------------- | ----- | ------ |
| 2007/2008 | Jaguares de Chiapas | Meksyk    | Liga MX          | 2     | 0      |
| 2008/2009 | Jaguares de Chiapas | Meksyk    | Liga MX          | 0     | 0      |
| 2009/2010 | Jaguares de Chiapas | Meksyk    | Liga MX          | 0     | 0      |
| 2010/2011 | Jaguares de Chiapas | Meksyk    | Liga MX          | 10    | 0      |
| 2011/2012 | Crystal Palace FC   | Anglia    | Championship     | 4     | 0      |
| 2012/2013 | Monarcas Morelia    | Meksyk    | Liga MX          | 8     | 1      |
| 2013/2014 | Cruz Azul Hidalgo   | Meksyk    | Ascenso MX       | 19    | 2      |
| 2014/2015 | CS Herediano        | Kostaryka | Primera División | 19    | 5      |
| 2014/2015 | Cruz Azul           | Meksyk    | Liga MX          | 0     | 0      |
| 2015/2016 | Cruz Azul           | Meksyk    | Liga MX          |       |        |